# Marco Preve
Marco Preve (Torino, 1º ottobre 1963) è un giornalista italiano.

## Biografia
Nato a Torino, poi trasferitosi a Savona, vive a Genova da oltre vent'anni. Si è occupato di cronaca nera. 
È giornalista de La Repubblica. Si occupa di cronaca giudiziaria e inchieste su affari, politica, legalità, speculazione edilizia, nonché, benché saltuariamente, di cronaca bianca .
Ha seguito i fatti di cronaca del serial killer Donato Bilancia, i fatti del 2001 del G8, i processi sui fatti del G8, alcuni degli scandali in Liguria, tra cui quelli sul porto di Genova e quello sul casinò di Sanremo.
Scrive anche per L'Espresso e MicroMega. 
Il suo blog è Trenette e mattoni.
Dal 2016 cura con Ferruccio Sansa il blog Liguri Tutti.
Ha scritto alcuni libri:
Il Partito del Cemento, con Ferruccio Sansa Politici, imprenditori, banchieri. La nuova speculazione edilizia.
Il Partito della Polizia Il sistema trasversale che nasconde la verità degli abusi e minaccia la democrazia.
La Colata di Ferruccio Sansa, Andrea Garibaldi, Antonio Massari, Marco Preve, Giuseppe Salvaggiulo Il partito del cemento che sta cancellando l'Italia e il suo futuro.
C’è vita su Google Maps? e altre storie quasi inverosimili.

## Pubblicazioni
- Il Partito del Cemento, Chiarelettere, 2008. ISBN 978-88-6190-011-0
- La colata. Il partito del cemento che sta cancellando l'Italia e il suo futuro, Chiarelettere, 2010. ISBN 978-88-6190-108-7
- Il Partito della Polizia, Chiarelettere, 2014. ISBN 978-88-6190-461-3
- C’è vita su Google Maps? e altre storie quasi inverosimili, i Robin&sons Edizioni , 2017. ISBN 978-88-7274-091-0

## Video
- Corrado Augias, Le Storie - Diario Italiano: Intervista Ferruccio Sansa e Marco Preve, Rai 3, 4 ottobre 2010. URL consultato il 26 marzo 2016.
- Concita De Gregorio, Pane quotidiano: Intervista Marco Preve e Franco Maccari, Rai 3, 26 marzo 2014. URL consultato il 22 aprile 2016 (archiviato dall'url originale il 12 maggio 2016).